# Colegio Teresiano

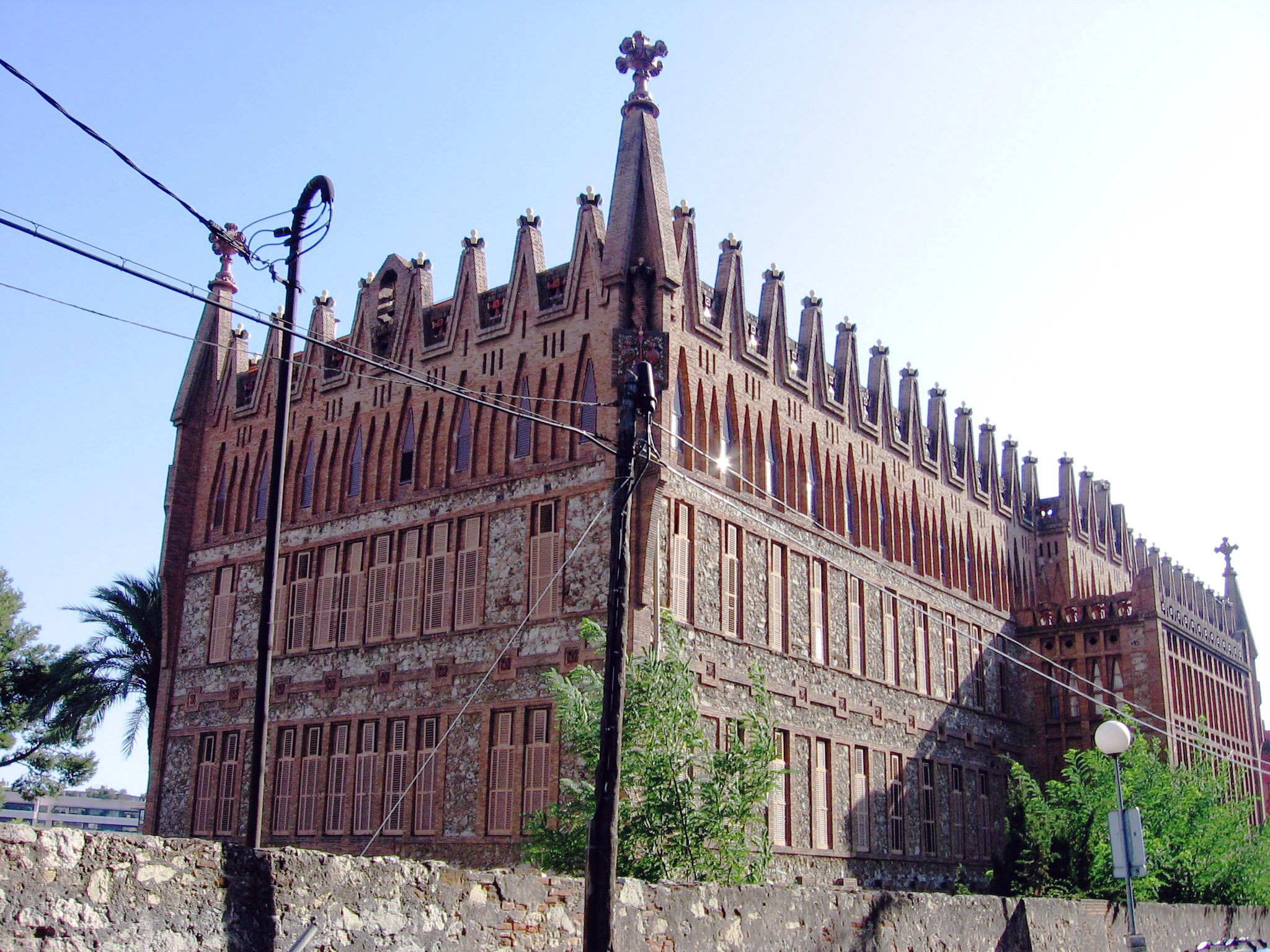
Colegio Teresiano

Het Colegio Teresiano (ook wel Colegio de las Teresianas) is een bouwwerk (gebouwd 1888 - 1889) in Barcelona van de Catalaanse architect Antoni Gaudí, in opdracht van de "Orde van de heilige Theresia van Ávila". In 1969 werd dit gebouw geplaatst op de lijst van nationale bezienswaardigheden van Spanje.
Het is een gebouw dat in tegenstelling tot veel van Gaudí's andere bouwwerken een zekere soberheid en strengheid uitstraalt. De enige grote versiering aan het gebouw is de erker die als een toren om de entree loopt. Verder is een rij spitse tinnen aan de geveltoppen als omhoogwijzend ornament geplaatst.

## Ontstaan
Gaudí kreeg van de orde de opdracht tot een sober, spaarzaam en ascetisch gebouw, waarin de ordeleden moesten werken, bidden en studeren. Hij kon zich dus in dit geval met sobere budgettering vanuit de orde niet permitteren te veel geld aan het bouwwerk te spenderen. De orde, die zich voornamelijk baseerde op de middeleeuwse en gotische mystieke en ascetische tradities, kreeg dan ook een functioneel gebouw, waarin de soberheid overheerst. Het gebouw is overigens niet geheel van Gaudí's hand. De bouw was namelijk reeds begonnen in 1887 onder leiding van architect Joan Baptista Pons i Trabal, en gestrand in 1888. De eerste verdieping stond reeds toen Gaudí gevraagd werd het gebouw te completeren. Dit hield ook in dat Gaudí de eerste verdieping grondig reviseerde, hetgeen ook de bouwkosten omhoog joeg.

Dat Gaudí soms te hoop liep tegen het wel erg zuinige budget is gedocumenteerd in de uitspraak die hij deed tegen de overste van de orde, Enric d'Osso i Cervello,toen deze weer eens over de kosten begon. Gaudí zou gezegd hebben: 
Ieder het zijne, Pater Enric. Ik bouw huizen, u leest de mis en spreekt gebeden.

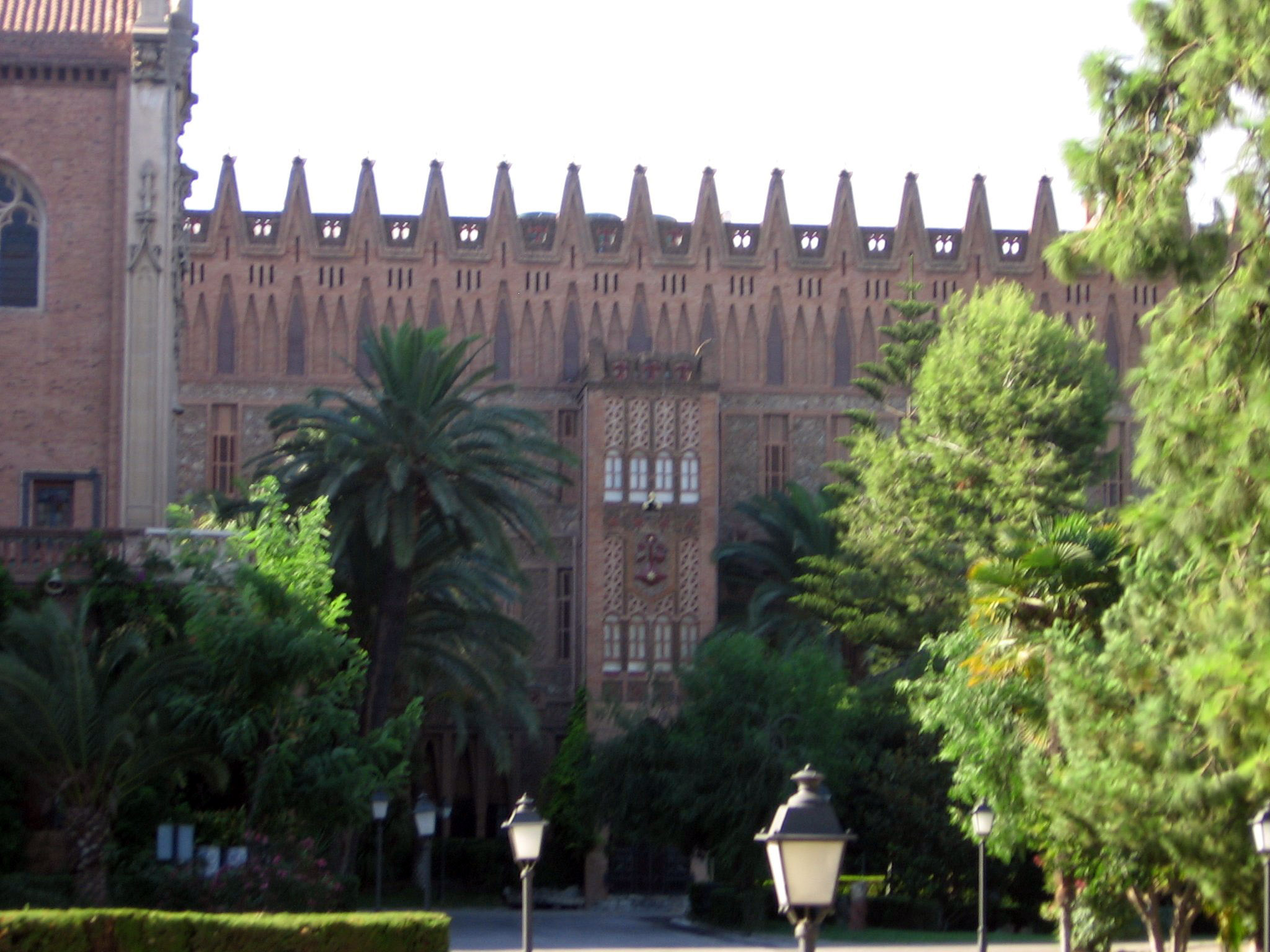
De hoofdingang

## Aanzien en indeling
Opvallendste kenmerken van het gebouw zijn de massieve gevels, die slechts door de plaatsing van het metselwerk met natuursteenvlakken zijn onderbroken, en de strakke, smalle en hoge raampartijen. In het interieur worden door Gaudí voor het eerst parabolische constructies toegepast, die een strak, rustig en ruimtelijk effect geven.
Op de begane grond zijn binnenplaatsen, die omhoog doorlopen en in de erboven liggende verdiepingen nog worden verbreed. Dit zorgt voor een goede lichtinval in de aangrenzende ruimtes. Door het toepassen van parabolische constructies (paraboolbogen) kon Gaudí doorlopende dragende muren vermijden, zonder een zwakke constructie te krijgen. De boogvorm wordt tevens het overheersende stijlkenmerk van het sobere gebouw. Op de verdiepingen zijn diverse ruimtes ingericht die door gangen gescheiden worden. Door gebruik van sobere materialen (natuursteen, baksteen, en wit pleisterwerk) ademen de ruimtes rust.

## Symboliek
Het gebouw was bedoeld voor gebruik door de orde en Gaudí heeft op een aantal plaatsen dan ook symbolische verwijzingen ingevoegd, zoals de initialen van de heilige Theresia van Ávila, en het wapen van de orde. Op de tinnen aan de voorgevel had Gaudí aanvankelijk doktershoeden geplaatst, om te onderstrepen dat hij de heilige Theresia ook als wetenschapper zag, maar deze werden door de orde al snel verwijderd, omdat ze als gril van de architect werden beschouwd. De initialen van Jezus zouden 12 keer zijn toegepast in keramiek, en nog eens 35 keer in smeedijzeren elementen.